# Persoonia rudis
Persoonia rudis (лат.) — кустарник, вид рода Персоония (Persoonia) семейства Протейные (Proteaceae), эндемик юго-западного региона Западной Австралии. Прямостоячий куст с опушёнными молодыми веточками, линейными листьями и жёлтыми цветками.

## Ботаническое описание
Persoonia rudis — прямостоячий кустарник высотой 0,2-1 м с молодыми веточками, покрытыми бледно-коричневыми или сероватыми волосками. Листья линейные, 15-45 мм в длину и 0,7-1,4 мм в ширину с заострённым, но не острым концом. Цветки расположены группами от пяти до тридцати человек вдоль цветоносного побега длиной 3-100 мм, который продолжает расти после цветения, каждый цветок на цветоножке 2-10 мм длиной с листом. или чешуйчатый листочком у основания. Листочки околоцветника жёлтые, длиной 8-14 мм, пыльники жёлтые. Цветение происходит с октября по январь. Плод представляет собой гладкую, умеренно опушённую костянку длиной 8,5-9 мми шириной 5,5-6 мм.

## Таксономия
Впервые вид был официально описан в 1856 году Карлом Мейснером в Prodromus Systematis Naturalis Regni Vegetabilis из образцов, собранных в колонии Суон-Ривер Джеймсом Драммондом.

## Распространение и местообитание
Persoonia rudis — эндемик Западной Австралии. Растёт в низинах и лесах между Три-Спрингсом и заповедником Могамбер в биогеографических регионах Джералдтон-Сэндплейнс, Джаррах-Форест, прибрежной равнины Суэйн на юго-западе Западной Австралии.

## Охранный статус
Вид классифицируется как «третий приоритет» Департамента парков и дикой природы правительства Западной Австралии, что означает, что она малоизвестна и известна лишь из нескольких мест, но не находится под непосредственной угрозой.